# 克洛維斯 (新墨西哥州)
克洛維斯（英語：Clovis）是一個位於美國新墨西哥州柯里縣的城市。同時該地也是柯里縣的縣治。

## 地方資料
克洛維斯的座標為33°24′45″N 103°12′17″W / 33.41250°N 103.20472°W，而該地的海拔高度為1301米（即4268英尺）。根據2020年美國人口普查，該地共人口38567人，而該地的面積約為61.62平方千米。